# Marie-Étienne Nitot
Marie-Étienne Nitot (2 avril 1750 à Paris - 9 septembre 1809 à Paris) est un orfèvre et joaillier français, fondateur de ce qui deviendra la maison Chaumet.

## Biographie
Né le 2 avril 1750 sur l'île de la Cité, Marie-Etienne Nitot est le second fils de Claude-Antoine Nitot, marchand à Paris, et de Marie Appoline Girard, son épouse, demeurant ensemble quai des Ormes à Paris. Plus largement, il est issu d'une famille de sept enfants dont quatre fils exercent le métier de joaillier.

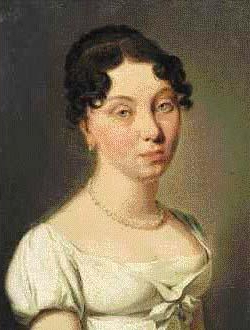
Marie Catherine Endiger

Le 21 mai 1779, à l'âge de 29 ans, il prend pour épouse Marie Catherine Endiger, d'origine prussienne, née en 1752 à Derendorf, près de Düsseldorf et domiciliée dans la capitale. De ce mariage sont issus plusieurs enfants dont François-Régnault Nitot (1779-1853), fils aîné, ensuite devenu son associé.
Orfèvre et joaillier durant plusieurs décennies, Marie-Étienne Nitot meurt à Paris le 9 septembre 1809, à l'âge de 59 ans à la survivance de son épouse. Celle-ci s'éteint à son tour à leur domicile situé 15 place Vendôme à Paris, à l'âge de 72 ans, le 15 février 1825.

### Carrière
Apprenti chez Ange-Joseph Auber, il devient à son tour l'orfèvre de la reine Marie-Antoinette. Installé comme maître orfèvre à Paris, il fonde la maison qui deviendra Chaumet en 1780, place du Pont-Neuf (paroisse Saint-Barthélemy). Il devient le joaillier-orfèvre de l'Empereur et de l'Impératrice.
Marie-Etienne Nitot est connu pour le sertissage de l'épée de Bonaparte, alors premier consul, réalisé suivant une commande de 1801. Il sertit ensuite la tiare pontificale offerte par Napoléon 1er au pape Pie VII , apportée à Rome en 1806 par son fils, François-Régnault Nitot.

### Sources
- Jacques Marseille, Le Luxe en France du siècle des Lumières à nos jours, 1999
- Achille Murat, La Colonne Vendôme, 1970